# Xã Bristol, Quận Fillmore, Minnesota
Xã Bristol (tiếng Anh: Bristol Township) là một xã thuộc quận Fillmore, tiểu bang Minnesota, Hoa Kỳ. Năm 2010, dân số của xã này là 396 người.